# Phyllanthus pergracilis
Phyllanthus pergracilis là một loài thực vật có hoa trong họ Diệp hạ châu. Loài này được Gillespie miêu tả khoa học đầu tiên năm 1932.